# Gregory O’Kelly
Gregory John O’Kelly SJ (* 10. August 1941 in Adelaide) ist ein australischer Ordensgeistlicher und emeritierter römisch-katholischer Bischof von Port Pirie.

## Leben
Gregory O’Kelly trat der Ordensgemeinschaft der Jesuiten bei und empfing am 9. Dezember 1972 die Priesterweihe.
Papst Benedikt XVI. ernannte ihn am 6. Juli 2006 zum Weihbischof in Adelaide und Titularbischof von Ath Truim. Die Bischofsweihe spendete ihm der Erzbischof von Adelaide, Philip Edward Wilson, am 14. September desselben Jahres; Mitkonsekratoren waren Leonard Faulkner, emeritierter Erzbischof von Adelaide, und Daniel Eugene Hurley, Bischof von Port Pirie.
Am 15. April 2009 wurde er zum Bischof von Port Pirie ernannt.
Am 3. Juni 2018 ernannte ihn Papst Franziskus zum Apostolischen Administrator sede plena für das Erzbistum Adelaide, womit die Amtsausübung des Erzbischofs Philip Wilson ruhte. Nach dessen Rücktritt am 30. Juli 2018 verwaltete er das Erzbistum während der bis zum 25. Mai 2020 andauernden Sedisvakanz als Apostolischer Administrator sede vacante.
Am 1. August 2020 nahm Papst Franziskus seinen altersbedingten Rücktritt an.
Bereits 1994 wurde er für seine Verdienst im Bildungswesen, insbesondere als Schulleiter des Saint Ignatius’ College in Riverview zum Member des Order of Australia ernannt.